# Farväl miss Bishop
Farväl miss Bishop är en amerikansk film från 1941 i regi av Tay Garnett. Det är en filmatisering av Bess Streeter Aldrichs roman Miss Bishop från 1933.

## Handling
Filmen utspelar sig i USA från cirka 1880 till 1930. Ella Bishop är en framgångsrik lärarinna på ett universitet. Hennes kärleksliv går dock inte lika bra.

## Om filmen
Farväl miss Bishop har visats i SVT, bland annat 1993, 1998, 2018, i april 2020 och i april 2024.

## Rollista
- Martha Scott – Ella Bishop
- William Gargan – Sam Peters
- Edmund Gwenn – Corcoran
- Sterling Holloway – Chris Jensen
- Dorothy Peterson – Mrs. Bishop
- Sidney Blackmer – John stevens
- Mary Anderson – Amy
- Don Douglas – Delbert Thompson
- Marsha Hunt – Hope Thompson
- John Archer – Richard Clark
- Rosemary DeCamp – Minna Fields
- Knox Manning – Anton Radcheck
- Jack Mulhall – professor Carter
- William Farnum – Peters, domare
- Pierre Watkin – president Crowder
- Charles Judels – Cecco